# 名利场 (杂志)
《名利场》（英語：Vanity Fair）是一本美国文化、时尚和政治杂志，由康得纳斯出版公司出版。最初的名利场出版于1913年，1935年后因为大萧条导致销量大幅下降而停刊。1981年复刊，如今除美国本土外还在四个欧洲国家同步发行。常常刊出当红明星的肖像照、写真和合影，报道多为明星私生活，同时也包括新闻、评论、随笔等内容。

## 历史
名利场由康得纳斯出版公司的创始人康得·纳斯创办。最初杂志名为《服装》，是一本供男性观看的时尚杂志，1913年康得·纳斯将其名称改为《服装和名利场》。不久之后杂志改名为《名利场》，并将其定位为一本以提供上流社会生活方式报道的杂志。在主编弗兰克·克劳宁希尔德(Frank Crowninshield)的努力之下，杂志很快就赢得了大众的青睐。当时的美国民众许多为低收入移民，并不熟悉上流生活奢华的生活方式，对其神秘复杂的社交活动充满了兴趣。主编克劳宁希尔德想方设法邀请当时最著名的一批作家为杂志撰稿，如罗伯特·本奇利、罗斯·帕克、埃德蒙·威尔逊、戴·赫·劳伦斯、赫尔曼·曼凯维奇等等。名利场还出版过知名作家作品的专辑。不仅文章，其照片拍摄也也颇具规格，所签约摄影师也均是一流专家。1925年之后，名利场和同为康得纳斯出版公司旗下的《纽约客》一起，成为了美国最重要的文化杂志。不过它所刊登广告的比例也颇高，这和其高昂的制作成本有关。然而大萧条开始后，大企业无力支付广告费，广告收入骤减。虽然1935年中的发行量达到了90000本的新高峰，名利场还是在同年12月宣布停刊，1936年起并入《时尚》杂志。

## 复刊
20世纪80年代美国经济持续增长，为名利场的复刊创造了条件。收购了康得纳斯公司的媒体大亨士毅·纽豪斯(Si Newhouse)在1981年6月宣布将会重新出版这本杂志。
1983年2月，复刊后的名利场重新出版。然而头几期的业绩并不理想，连换两任主编也没能解决问题。为此，士毅·纽豪斯找来了曾执掌过英国著名贵族杂志《闲谈者》（Tatler）的英国女编辑蒂娜·布朗做新任主编。后者接手之后立即进行版面改革和人事调动。重金聘请著名作家，对热点新闻进行追踪报道，解密名人的私生活。1992年之后格雷顿·卡特接替布朗成为新任主编，杂志基本延续之前的风格。2001年9·11事件发生后，名利场杂志对其进行了采访报道。除杂志外，名利场还在奥斯卡颁奖晚会、白宫记者会等集会结束后举办宴会，进一步提升品牌影响力。它发表的许多文章还被好莱坞翻拍成电影，例如阿尔·帕西诺和拉塞尔·克劳主演的《局内人》（The Insider）。1995年开始，名利场每年都会推出一期好莱坞专辑，刊登3联大幅照片，能登上照片的都是著名影星或是名利场认为有潜力的新人。除美国外，名利场如今还在英国、西班牙、意大利和德国同步发行。

## 争议
名利场所刊登的一些照片曾因宗教原因引发过争议，它所发布的裸照基本只有女性，使许多女权运动者不满。而泰格·伍兹的半裸照出现在名利场上时又引发了新的争议。读者同样不愿意看到遭到修改的照片，例如黑人明星肤色变白。怀有身孕的黛咪·摩尔以全裸姿态登上封面时也引起了人们的讨论。而有些爱好者则不喜欢看到他们的偶像以裸体的方式登上杂志。因为追逐名人私生活，名利场时常受到名人们诽谤罪的控告。